# Reator de Grafite X-10

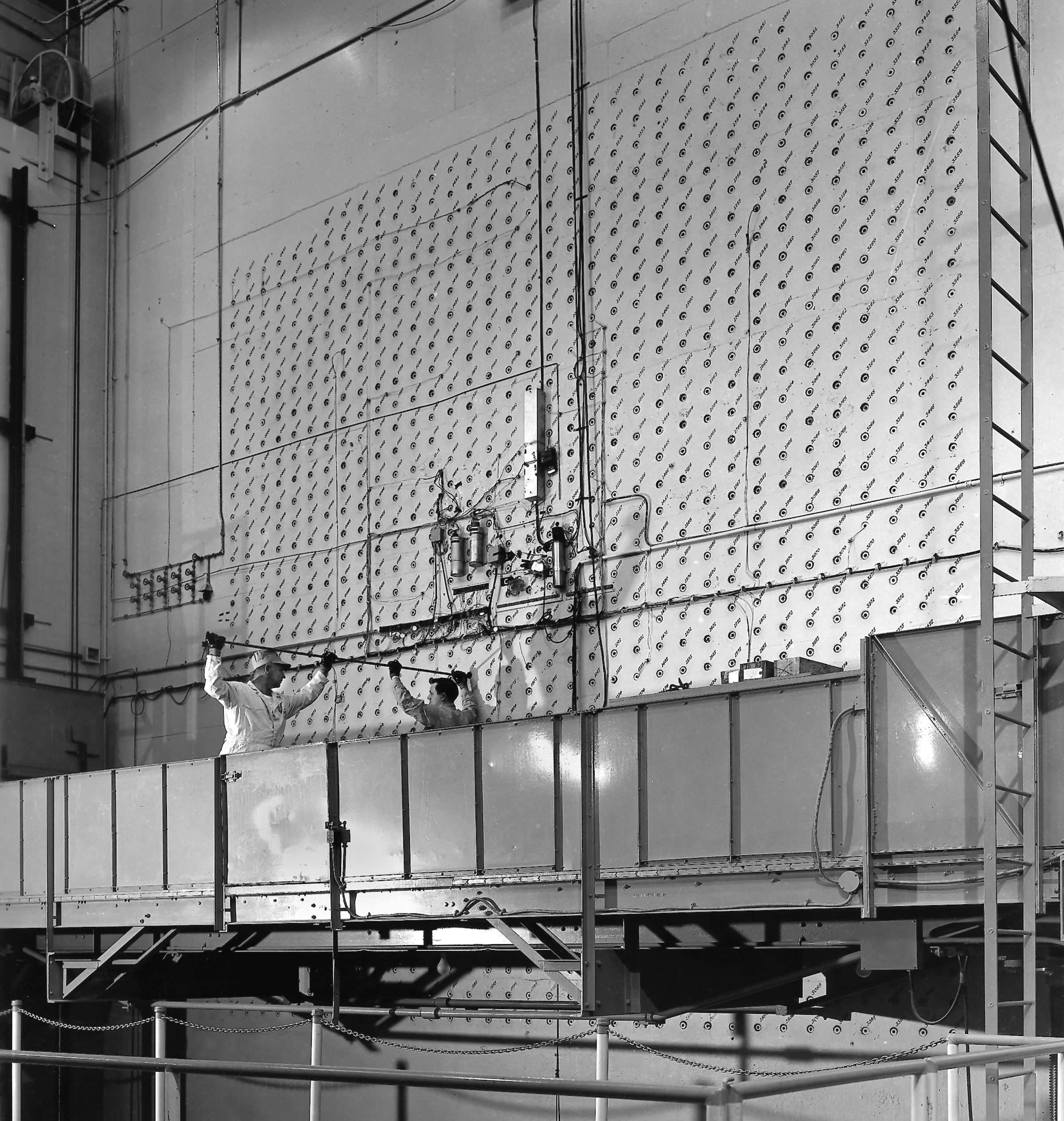
A face do reator X10.

O Reator de Grafite X-10 é um reator nuclear desativado localizado no Laboratório Nacional de Oak Ridge, em Oak Ridge, Tennessee. Anteriormente conhecido como Clinton Pile e X-10 Pile, foi o segundo reator nuclear artificial do mundo (após o Chicago Pile-1 de Enrico Fermi) e o primeiro projetado e construído para operação contínua. Foi construído durante a Segunda Guerra Mundial como parte do Projeto Manhattan.
Enquanto o Chicago Pile-1 demonstrou a viabilidade de reatores nucleares, o objetivo do Projeto Manhattan de produzir plutônio suficiente para bomba atômica exigia reatores mil vezes mais potentes, juntamente com instalações para separar quimicamente o plutônio gerado nos reatores do urânio e dos produtos de fissão. Um passo intermediário foi considerado prudente. O próximo passo para o projeto de plutônio, codinome X-10, foi a construção de uma semifábrica onde técnicas e procedimentos pudessem ser desenvolvidos e treinamentos conduzidos. O elemento central disso foi o Reator de Grafite X-10. Era resfriado a ar, utilizava grafite nuclear como moderador de nêutrons e urânio natural puro na forma metálica como combustível.
DuPont iniciou a construção da semifábrica de plutônio no Clinton Engineer Works em Oak Ridge em 2 de fevereiro de 1943. O reator alcançou a criticidade em 4 de novembro de 1943 e produziu seu primeiro plutônio no início de 1944. Fornecia ao Laboratório Los Alamos suas primeiras quantidades significativas de plutônio e seu primeiro produto gerado em reator. Estudos dessas amostras influenciaram fortemente o projeto das bombas. O reator e a planta de separação química forneceram experiência inestimável para engenheiros, técnicos, operadores de reatores e autoridades de segurança que depois foram para o sítio Hanford. O X-10 operou como uma planta de produção de plutônio até janeiro de 1945, quando foi destinado a atividades de pesquisa e produção de isótopos radioativos para usos científicos, médicos, industriais e agrícolas. Foi desativado em 1963 e considerado Marco Histórico Nacional em 1965.